# CB Insights
CB Insights est une société privée dotée d'une plateforme d'analyse commerciale et d'une base de données qui fournit des informations sur les entreprises privées et les activités des investisseurs. La plateforme s'adresse aux professionnels du capital-investissement, du capital-risque, de la banque d'investissement, de l'investissement providentiel et du conseil en leur fournissant des informations sur les entreprises privées.

## Fondation
CB Insights a été fondé le 1er janvier 2008 par Anand Sanwal et Jonathan Sherry et son siège est à New York CB Insights utilise une combinaison d'outils et d'algorithmes de big data, ainsi que l'analyse de la tendance sur des signaux disponibles publiquement pour recueillir et analyser des données sur les entreprises privées, les investisseurs et les industries.

## Financement
La société a levé des capitaux lors de trois tours de table, le plus récent étant un financement de série A de 10 millions de dollars levé en 2015, dirigé par la société d'investissement en phase de croissance RSTP. La société avait auparavant levé 1,15 million de dollars de subventions de la National Science Foundation pour son logiciel de notation des entreprises privées, appelé Mosaic.

## Clients et partenariats
Parmi les clients de CB Insights figurent Cisco, Salesforce, Castrol, Gartner, ainsi que des sociétés de capital-risque, notamment NEA, Upfront Ventures, RRE et FirstMark Capital. La société s'associe périodiquement à des entreprises telles que The New York Times Company et Pricewaterhouse Coopers pour produire des rapports sur la santé des sociétés privées, des start-ups et du capital-risque dans différents secteurs.
Les principaux concurrents de CB Insights sont Crunchbase et Owler.

## Acquisitions
La société a annoncé l'acquisition des actifs de données VentureSource de Dow Jones & Company le 15 juillet 2020. Ces actifs viendront compléter les capacités de couverture des marchés privés de la société.